# Писатель и самоубийство
«Писатель и самоубийство» — книга Григория Чхартишвили, впервые опубликованная в 1999 году, состоящая из двух томов: I часть — «Человек и самоубийство»; II часть — «Писатель и самоубийство».
Книга представляет собой исследование самоубийства как явления, а также рассматривает его через писательские судьбы. Автор проанализировал судьбы более трёхсот литераторов, покончивших собой. Причины самоубийств рассматриваются в религиозных, социологических, философских, географических и профессиональных аспектах. Писательство как таковое признаётся автором опасной профессией. Обобщив философские, искусствоведческие и литературоведческие изыскания Ф. Ницше, Н. Бердяева, В. Даля, Ф. Кафки, М. Бланшо и других, Чхартишвили выделяет несколько феноменов творчества, которые так или иначе могут объяснить причины самоубийства.
- Творчество даёт творящему ощущение высшей свободы;
- Творчество примиряет человека с несимпатичными аспектами бытия;
- Творчество — это попытка смертного победить смерть;
- Творчество — это попытка сделать эфемерное вечным;
- Творчество — это картина, написанная собственной кровью.

## Структура книги
Первый том книги, Человек и самоубийство, содержит несколько эссе. Книга подразделяется на две части («Человек и самоубийство» и «Писатель и самоубийство»), каждая из которых в свою очередь подразделяется на несколько разделов.
Второй том, Энциклопедия литературицида, представляет собой справочник с биографическими данными писателей и поэтов, добровольно ушедших из жизни. В большинстве случаев автор приводит возможные причины самоубийства. Сам термин литературицид был введён Артюром Рембо (фр. litteraturecide буквально означает самоубийство посредством литературы).

## Автор о своей книге
«Перед вами не научный трактат, а эссе, то есть сочинение исключительно приватное, никоим образом не пытающееся занять место первого русского всеобъемлющего труда по суицидологии».— Григорий Чхартишвили